# Gwarki Tarnogórskie
Gwarki Tarnogórskie – cykliczna impreza kulturalno-historyczna w Tarnowskich Górach, organizowana w pierwszej połowie września corocznie od 1957 roku, z wyjątkiem lat 1982–1983 (z powodu stanu wojennego), 1989 (trudna sytuacja gospodarczo-polityczna związana z transformacją) oraz 2020 (z powodu walki z pandemią koronawirusa SARS-CoV-2). Nazwa imprezy powstała od górników wydobywających srebronośną galenę, zwanych gwarkami.
W ramach obchodów Dni Gwarków organizowanych jest szereg imprez sportowych, kulturalnych i rozrywkowych. Wśród gości tej imprezy znajdują się główne sławy polskiej sceny muzycznej i rozrywkowej.
4 sierpnia 1957 r. w miejscowej gazecie – Gwarku – znalazła się informacja, iż Stowarzyszenie Miłośników Historii i Zabytków Ziemi Tarnogórskiej organizuje imprezę nawiązującą do przywileju nadanego Tarnowskim Górom w 1599 roku.
Podczas imprezy świętuje się rocznicę przejazdu Jana III Sobieskiego przez Tarnowskie Góry. Polski król, podążający ze swoimi wojskami na pomoc Wiedniowi obleganemu przez Turków, został bardzo uroczyście przywitany przez ówczesnych gwarków w dniach 20–22 sierpnia 1683 roku.

## Pochód Gwarkowski

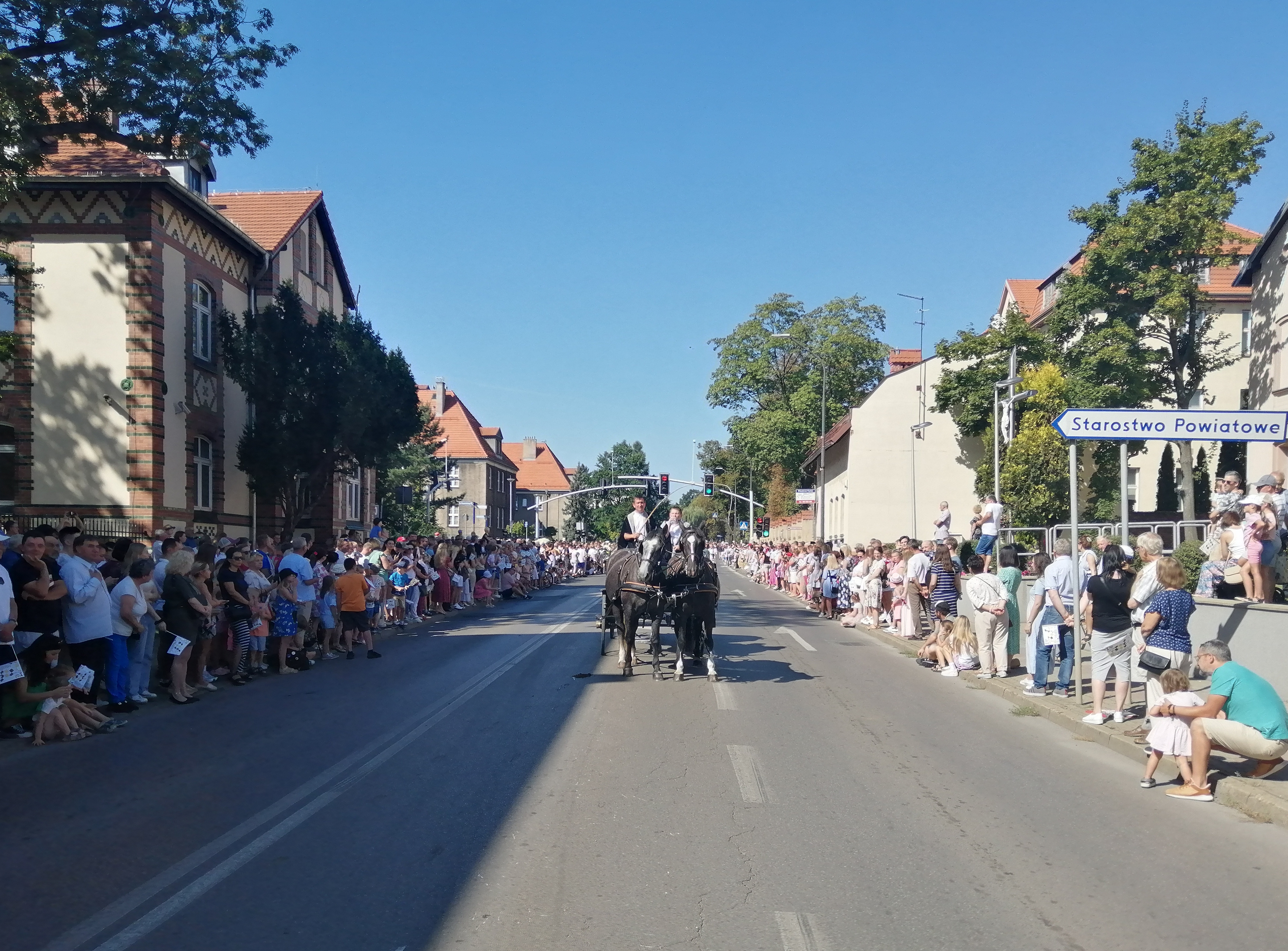
Pochód Gwarkowski w 2023 roku

Głównym punktem programu corocznych Gwarków jest odbywający się w ostatnim dniu pochód. Składa się on z czterech części:
- historycznej – na początku której maszerują aktualne władze miasta i powiatu (burmistrz, starosta, wiceburmistrzowie, przewodniczący Rady Miejskiej), a następnie postaci związane z historią miasta i ziemi tarnogórskiej, m.in. legendarny chłop Rybka, założyciele miasta (Jerzy Hohenzollern-Ansbach i Jan II Dobry), pierwsi mieszczanie i burmistrzowie, przemysłowcy (Friedrich Wilhelm von Reden, Salomon Isaac, Rudolf von Carnall), władcy polscy (August II Mocny, August III Sas, Jan III Sobieski), pruscy i niemieccy (Fryderyk Wilhelm II, Wilhelm II) oraz rosyjscy (Aleksander I Romanow), poeci (Walenty Roździeński, Johann Wolfgang von Goethe, Józef Wybicki, Julian Ursyn Niemcewicz), naukowcy (Carl Wernicke, Robert Koch), duchowni katoliccy, protestanccy i żydowscy, Grenzschutz i Selbstschutz, regiment szkocki oraz powstańcy śląscy,
- regionalnej – w ramach której prezentują się lokalne zespoły folklorystyczne, Tarnogórskie Bractwo Kurkowe oraz grupy prowadzone przez Tarnogórskie Centrum Kultury,
- młodzież – w której uczestniczą tarnogórskie szkoły podstawowe i szkoły średnie,
- pozostali uczestnicy – podczas której prezentowane są miejscowe organizacje pozarządowe, charytatywne, hobbyści, a także zabytkowe pojazdy mechaniczne, pojazdy wojskowe i strażackie,
- reklama – w ramach której prezentują się sponsorzy imprezy, po czym pochód dobiega końca.

W maju 2024 roku Pochód Gwarkowski został wpisany na Krajową listę niematerialnego dziedzictwa kulturowego.